# Andréi Ivánovich Ushakov
El conde Andréi Ivánovich Ushakov (en ruso: Андре́й Ива́нович Ушако́в; gobernación de Nóvgorod, 1672 - San Petersburgo, 20 de marzo de 1747) fue un militar y político ruso, acompañante de Pedro I, general en jefe y jefe de la Cancillería Secreta del Imperio ruso entre 1736 y 1751.

## Biografía
Nació en 1672 en la gobernación de Nóvgorod en la familia de un noble pobre del clan Ushakov. Andréi Ivánovich sus cuatro hermanos se quedarían huérfanos a temprana edad, siendo cuidados por el único sirviente de su padre, el campesino Anoja. Hasta los veinte años, Ushakov vivió una vida de campo sin nada a destacar. En 1691, Pedro I promulgó un decreto ordenando a todos los nobles, sin excepción, libres de servicio, el acudir a Moscú y ponerse a disposición del zar. Los cinco hermanos Ushakov fueron registrado como soldados.
Andréi Ushakov era un joven alto, bello y fuerte: apodado detina por su destreza y fortaleza, fue reclutado en el primer regimiento de Guardia que se creó, el Preobrazhenski. En su puesto de oficial no comisionado, atrajo la atención del zar y en 1708 le fue concedido el rango de capitán-teniente de la Guardia y más tarde, en 1714 el de fiscal secreto, con la instrucción de observar la construcción de barcos. Como capitán de la Guardia, Ushakov recibió como premio numerosas fincas y recibió constantemente instrucciones del propio zar.
En 1715 ya era mayor de la Guardia y comandante del 4.º Batallón del Regimiento Preobrazhenski de la Guardia Leib. Tras la muerte de Fiódor Romodánovski en 1717, la Cancillería Privada fue transferida a San Petersburgo y su liderazgo encomendado a Ushakov y al conde Piotr Tolstói. Durante la investigación del caso del zarévich Alejo, buscó testigos y los interrogó personalmente, firmando la sentencia de muerte en el juicio. Tolstói no se ocupaba de los asuntos de la Cancillería, mientras que Ushakov estaba allí constantemente, pasando incluso la noche en las mazmorras. En el día de la proclamación del Emperador en 1721, Pedro I promovió a Ushakov a mayor general, con lo que comenzó a recibir un sueldo de 1755 rublos al año.
En 1724, se abrió la investigación sobre el caso Mons. Tolstói condujo la investigación y la comisión, en la que participaba Ushakov, firmó el veredicto.
Junto con Ménshikov y Tolstói, apoyó a la mujer de Pedro el Grande durante el golpe de 1725. Fue Ushakov quien distribuyó veinte mil rublos entre la Guardia (él se quedó con tres mil). Al mismo tiempo, comenzó a liderar un grupo criminal. En febrero de 1727, Catalina I le otorgó el rango de teniente general y le recompensó con la Orden de San Alejandro Nevski.
Tras la abolición de la Cancillería Privada en 1726, participó activamente en la investigación sobre el fracaso de la expedición enviada por Pedro I contra los piratas de Madagascar en la isla Santa María.
En 1727, tras la caída en desgracia de Tolstói, fue enviado a Reval, se le retiraron doscientos hogares que se le habían otorgado y más tarde se le transfirió a Yaroslavl. No regresó a la corte tras la caída de Ménshikov, sino que a través de sus agentes se ponía al tanto de las noticias e intrigas más importantes. Estuvo directamente relacionado con el equipamiento de las expediciones de Vitus Bering (1728), e Iván Fiódorov y Mijaíl Gvózdev a las costas de América (1732).
Tras el ascenso al trono de Ana I, firmó una petición a la nobleza, condenando el intento del Consejo Privado Supremo de limitar el poder imperial (1730), por lo que recibió quinientos hogares.
En 1730 fue nombrado senador y al año siguiente fue nombrado jefe de la Cancillería Secreta de Pesquisa, que continuaba su trabajo bajo un nuevo nombre. Tomó parte con celo en varios casos importantes, como el caso Volynski. Ana I fue siempre indiferente a las investigaciones políticas aunque permitía a Ushakov acceder a sus aposentos para ponerla al corriente.

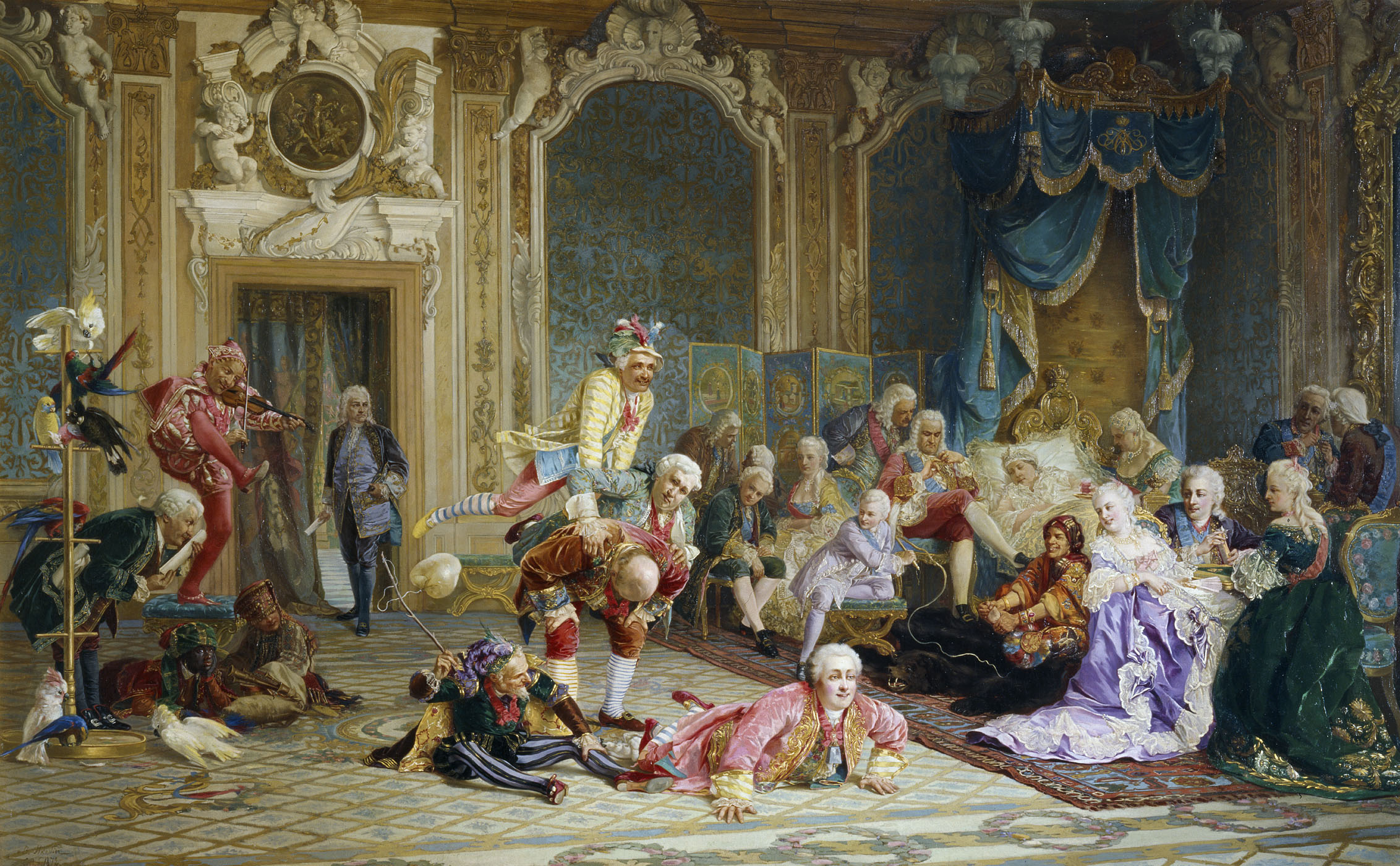
Valeri Jacobi, Bufones en la corte de la Emperatriz Ana, 1872. Ushakov se halla representado junto a Biron, junto a la cabeza de al zarina.

Durante el reinado de Iván VI, se posicionó del lado de Biron en la lucha por la regencia, persuadiendo personalmente a otros dignatarios para que le apoyaran. Durante la regencia de Biron, protegió a éste de la conspiración del padre del emperador Antonio Ulrico, que sería interrogado personalmente por Ushakov y el regente.
Pero pronto Biron caería en desgracia y Ushakov y de nuevo él estaba envuelto, junto con Trubetskói, Cherkaski, Münnich, Kurakin, Bestúzhev, etc. Todos salvo Bestúzhev se libraron del cargo de complicidad con el golpe fallido y consiguieron la merced del gobierno, de modo que Ushakov se encontró llevando a cabo una investigación sobre el caso del antiguo regente.
Rechazó unirse al partido que llevó a cabo el golpe en favor de Isabel Petrovna, pero cuando este se llevó a cabo, se mantuvo en una posición influyente bajo la nueva zarina e incluso participó en la comisión que investigó el caso de Osterman y otros opositores de Isabel, no sin perder su finca de la periferia de Moscú.
Durante el reinado de Isabel participó de los asuntos más decisivos. Arrestó a Lopujiná y participó en la investigación de su caso. Un año después, arrestó a La Chétardie y llevó a cabo una cuidadosa investigación que lo expulsaría de Rusia.
Mientras el resto de miembros influyentes de la administración previa fueron privados de sus cargos o exiliados, Ushakov entró en la nueva composición del Senado (1741). La emperatriz Isabel, bajo el pretexto de la avanzada edad de Ushakov, pero con la intención de no perderle de vista, nombró a un asistente que sería su sucesor, el conde Aleksandr Shuválov. En 1743 consiguió de la emperatriz que otros organismos del Estado como el Senado, el Sínodo no interfirieran en las tareas de la Cancillería Secreta. Cuando la Iglesia protestó por sus acciones, les respondió con enfado.
Por Alto Decreto del 15 de julio de 1744 el senador Ushakov fue elevado a la dignidad de conde del Imperio ruso. Poco a poco se dedicaría menos a su trabajo, conduciendo únicamente los asuntos especialmente importantes. El 20 de noviembre de 1745, la emperatriz le ordenó descansar por decreto, ya que su edad y estado de salud le impedían trabajar en la Cancillería, aunque se mantuvo involucrado hasta antes del comienzo de 1746. Poco antes de su muerte, en la capilla de su casa, le tomó juramento a Shuválov.
Murió el 20 de marzo de 1747. Según la leyenda contemporánea, antes de su muerte giró su cara hacia el retrato de Pedro I con las palabras "gratitud y reverencia". Fue enterrado en al Iglesia de la Anunciación del Monasterio de Alejandro Nevski, su lápida se halla perdida. Muchos nobles, incluido su rival Bestúzhev, y digantarioo espirituales acudieron a su funeral. La procesión del funeral tuvo lugar entre el 20 y el 29 del mes. Fue un entierro muy caro: el estado ruso pagó 2514 rublos. El ataúd estaba relleno de terciopelo y plata, se le confeccionaron vestimentas de tafetán con bordados de oro para su último viaje. Por la procesión de luto, los altos dignatarios del clero recibieron 15 rublos por cabeza.

### Familia
Ushakov contrajo matrimonio con la rica viuda Yelena Leontievna Apraksina, nacida Kokoshkona. Su anterior marido había sido Fiódor Kárlovich Apraksin. La boda se celebró por deseo del propio Pedro I. Los cónyuges pasaron a ocupar una exuberante mansión en la calle Miliónaya, 17, de San Petersburgo. Su única hija, Yekaterina (1715-1779) fue casada con el diplomático conde Piotr Chernyshov. Fueron padres de la condesa Daria Saltykova y de la duquesa Natalia Golitsina (conocida como la Princesse Moustache, prototipo de la protagonista de La dama de picas de Alejandro Pushkin).
Por el matrimonio, el generalfeldmarschall Stepán Apraksin (1702-1758), pasó a ser hijastro de Ushakov. Stepán gozaría de un rápido ascenso en la carrera militar gracias a la protección de su padrastro.

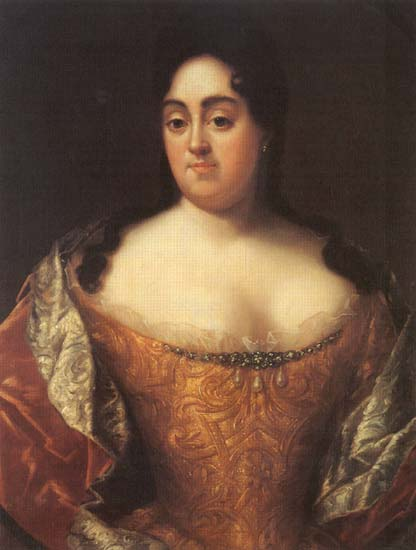
Su esposa, Yelena Leontievna.
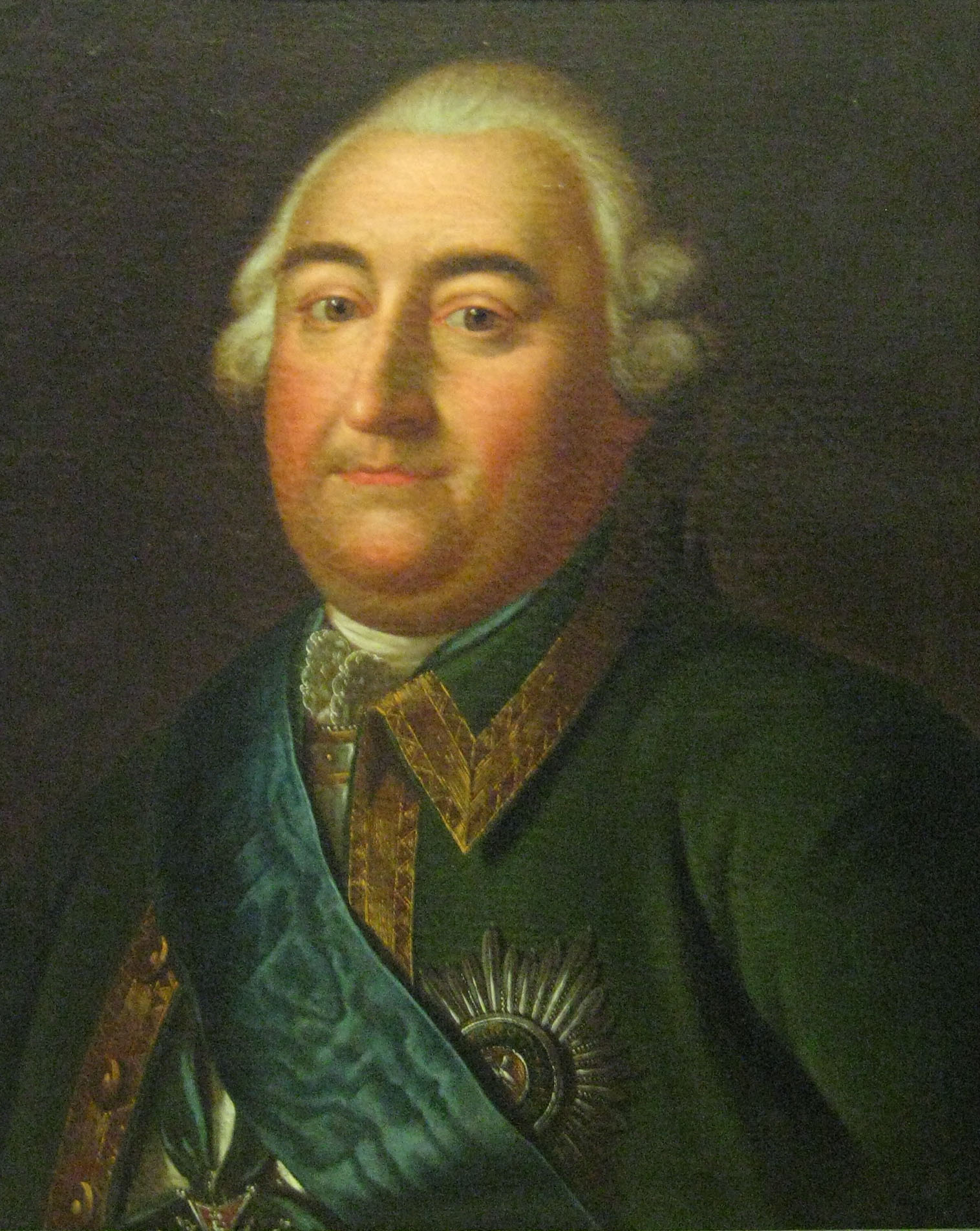
Su hijastro Stepán Apraksin.
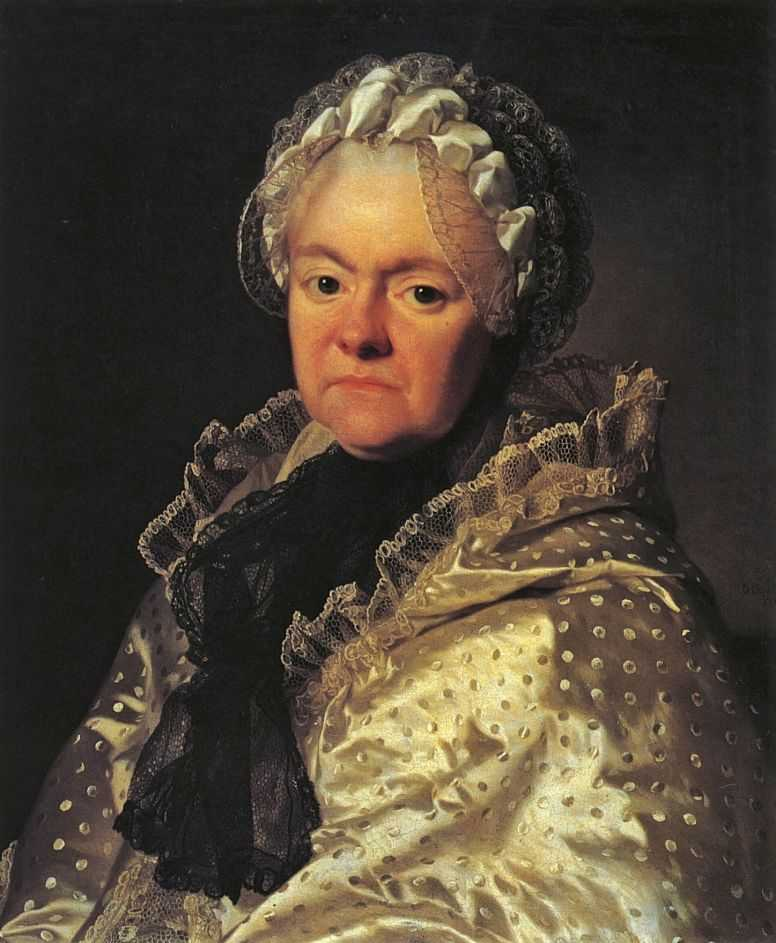
Su hija Yekaterina.
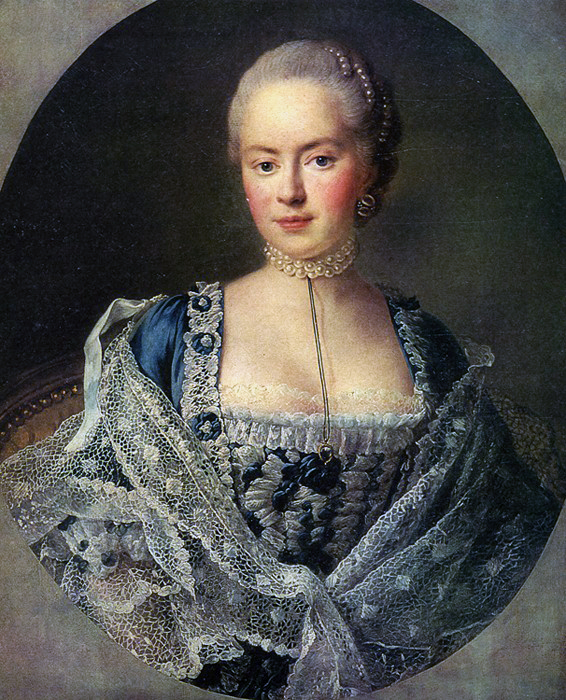
Su nieta Daria Saltykova.
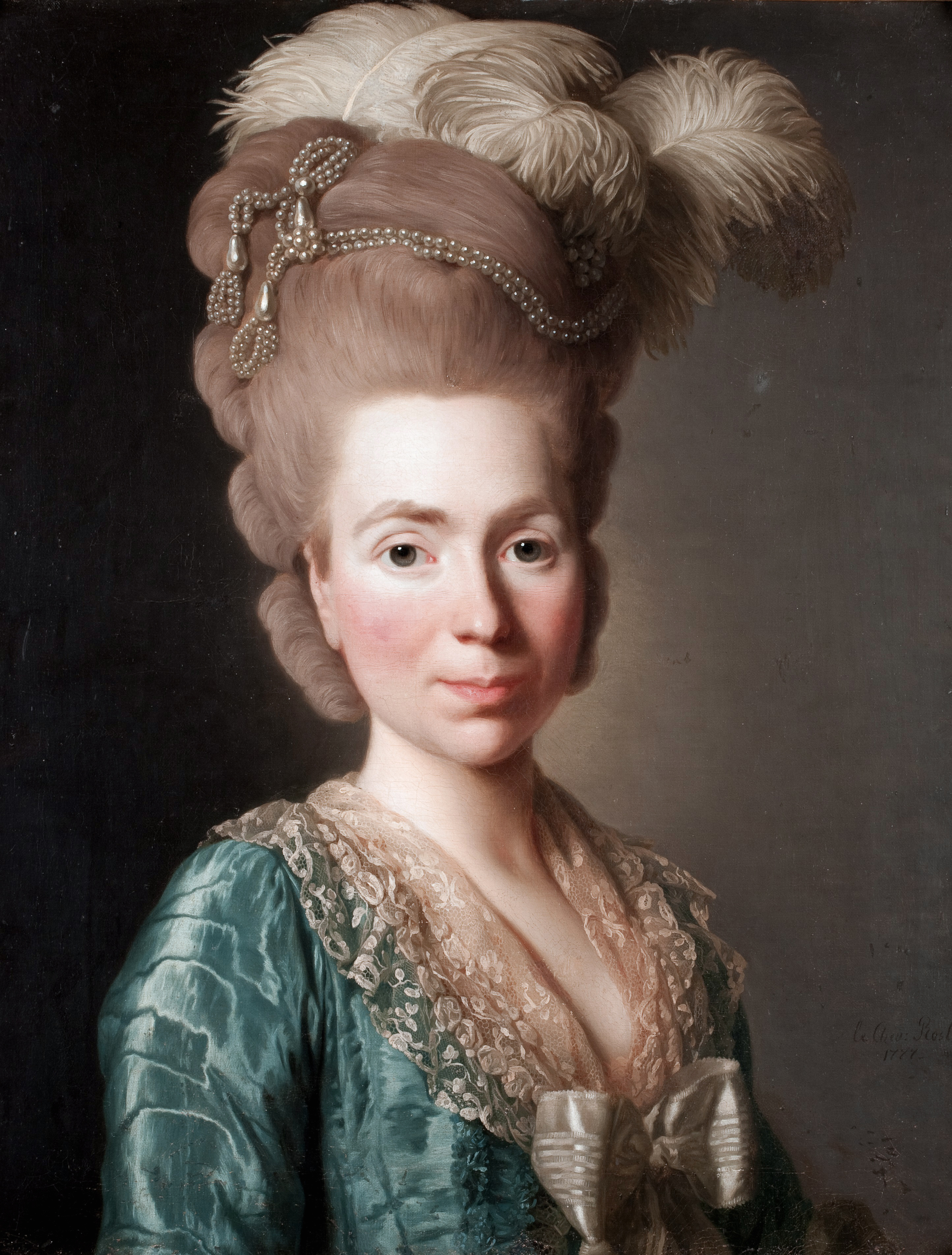
Su nieta Natalia Golitsina.

## Apariencia y carácter

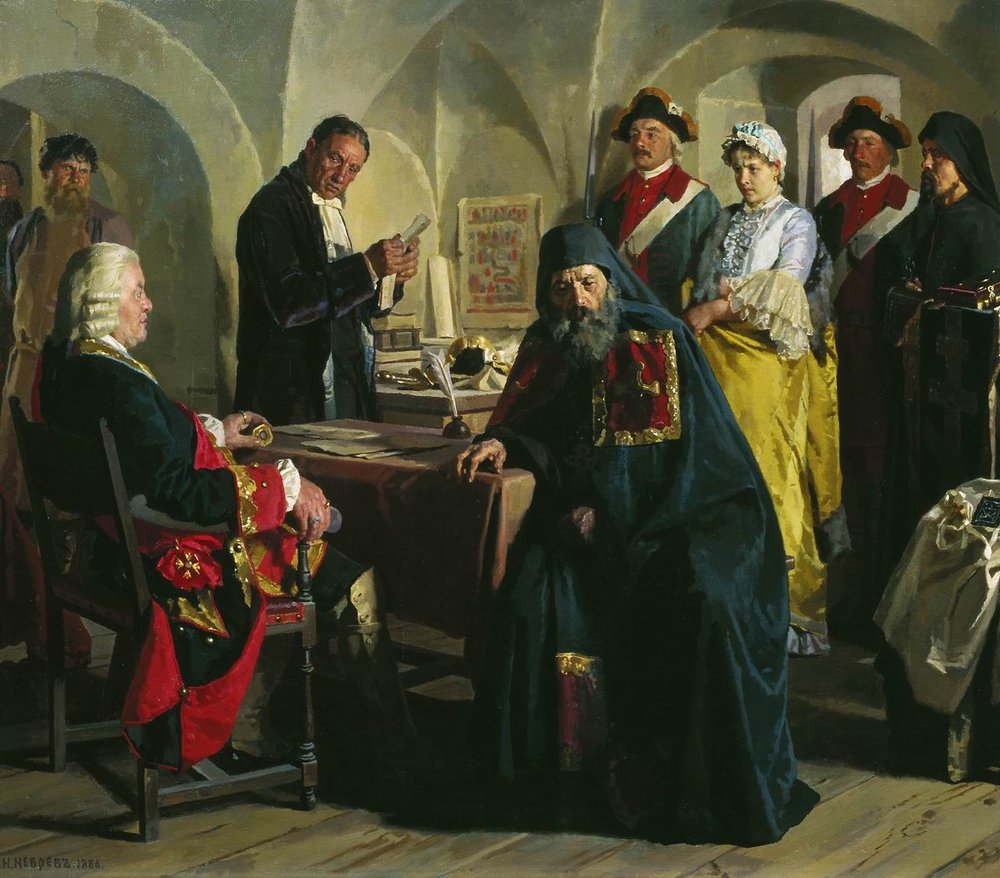
Nikolái Névrev, El jefe de la Cancillería Secreta, A. I. Ushakov, interrogando a la princesa Yusúpova. 1886.

A pesar de no ser una persona amenazante o sanguinaria, sino más bien tranquila y amable, Ushakov era temido por los demás. No se temía tanto a su persona como al sistema que dirigía. Él cumplía todas las normas y respetaba la ley al realizar sus funciones. Su periodo al mando de la Cancillería secreta se recuerda por lo cruel y despiadado. Ushakov era políticamente neutro: a pesar de las frecuentes revueltas y vaivenes de poder en palacio, logró sobrevivir a ellos y no caer en desgracia. Fue recordado por su habilidad y lealtad y por su sentido de lo ejecutivo. Nunca intrigó, pero tampoco se interpuso ante los intrigadores, simplemente cumplió con sus responsasbilidades. Los zares, desde Pedro I hasta Isabel Petrovna, lo consideraban necesario para el Estado de Rusia. Ushakov era un fiel y leal servidor de Rusia y de sus gobernantes.
Ushakov era un hombre amigable, se relacionaba con sus subordinados. No amaba el lujo. Sus cartas eran cortas y confiadas. No tenía objetivos personales, no se interesaba por las guerras en la corte, sólo en ponerles fin.
Cuando La Chétardie fue detenido, Ushakov escribió en su informe:

La Chétardie, cuando vio de pronto al general Ushakov, cambió de cara. En su lectura de la declaración había tal confusión que no se le podía entender nada ni era capaz de justificarse. Miré los originales y, cuando los tuve en mi mano, no quise ver nada más.

Bantysh-Kamenski escribió sobre Ushakov: "Al gobernar una oficina secreta, aplicó las torturas más severas, pero en sociedad se caracterizó por su encantadora abnegación y tuvo el don especial de conocer la forma de pensar de los interlocutores".
Esta es la opinión de Y. Anísimov:

El General Ushakov dirigió la oficina secreta de cinco monarcas. ¡Y con todo el mundo sabía negociar! Primero torturó a Volynski y luego a Biron. ¿Por qué? Porque el Jefe de Estado y el Jefe de Investigaciones tienen alguna relación. Conocen sucios secretos. Y por eso siempre hay un acuerdo. Ushakov era un profesional, no le importaba quién torturar.

## Condecoraciones
- Orden de San Andrés
- Orden de San Alejandro Nevski

## En la ficción

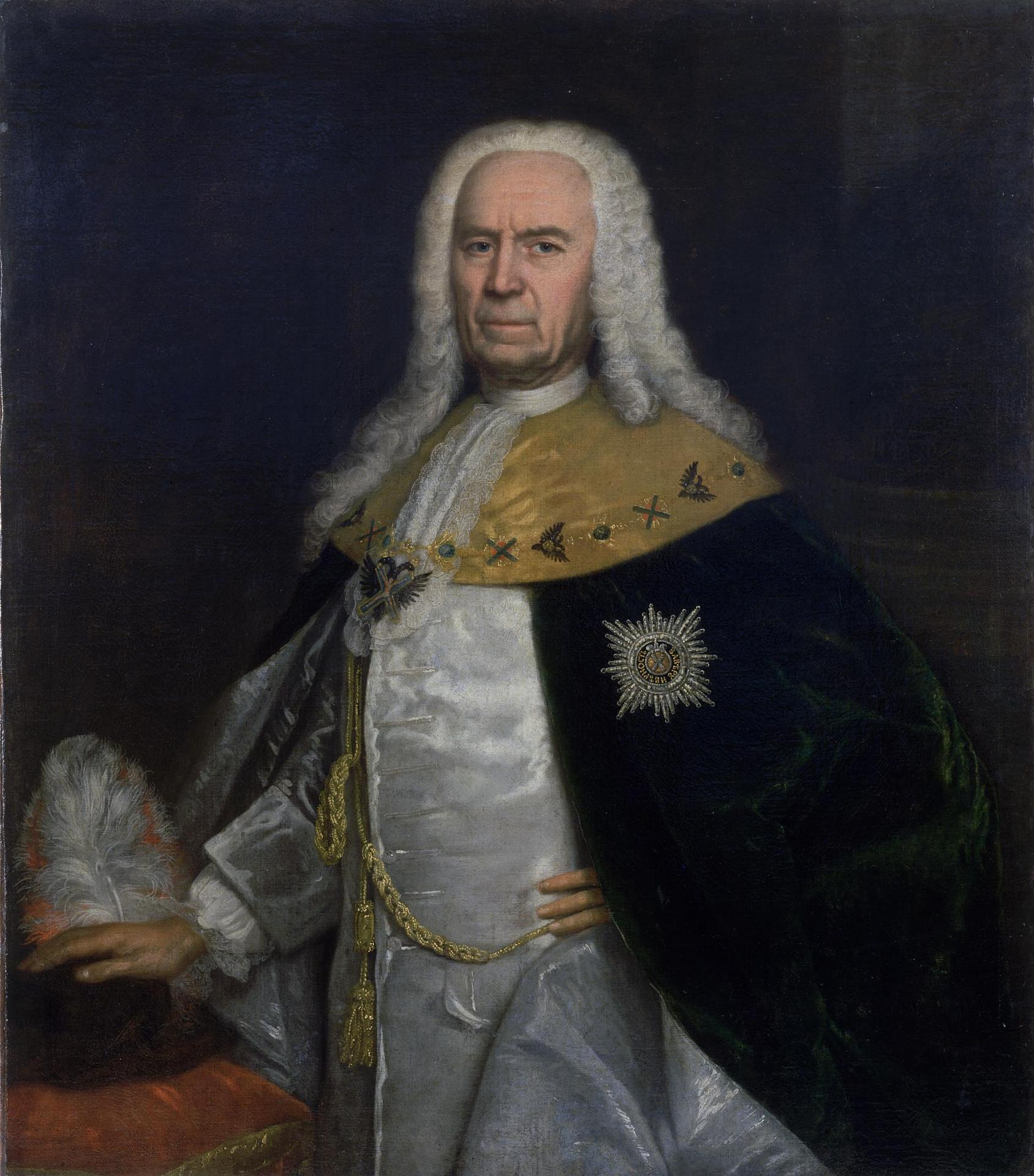
Retrato del conde Ushakov (1740-1744). Museo del Hermitage

Ushakov aparece en varias novelas históricas, es el personaje central de Dichos y hechos (1974-1975), del escritor soviético Valentín Pikul.
El estadista también aparece en las siguientes obras para cine y televisión:
- Davit Guramishvili (Nikolái Sanishvili y Iósif Tumánov, 1946, interpretado por Ósip Abdúlov).
- Los Demídov (Yaropolk Lapshin, 1983, interpretado por Vsévolod Lariónov).
- Mijailo Lomonósov (Aleksandr Proshkin, 1984, interpretado por Nikolái Vlasov).
- Las memorias de un Agente del Servicio Secreto (Óleg Riáskov, 2010), interpretado por Serguéi Chonishvili).
- Los secretos del golpe de palacio (Svetlana Druzhinina, 2012, interpretado por Piotr Cherniáyev).